# Phùng Quang Hùng
Phùng Quang Hùng (sinh ngày 9 tháng 5 năm 1955) là một chính trị gia người Việt Nam. Ông từng là Chủ tịch Ủy ban nhân dân tỉnh Vĩnh Phúc nhiệm kì 2011-2016.

## Tiểu sử
Phùng Quang Hùng từng là Phó Bí thư tỉnh ủy Vĩnh Phúc nhiệm kì 2010-2015, Bí thư Ban cán sự Đảng Cộng sản Việt Nam, Chủ tịch UBND tỉnh nhiệm kỳ 2011-2016 (đến tháng 9-2015).
Ngày 1 tháng 12 năm 2010, tại kì họp bất thường của Hội đồng nhân dân tỉnh Vĩnh Phúc khóa 14, Phùng Quang Hùng, Phó Bí thư Tỉnh ủy, Phó Chủ tịch Thường trực Ủy ban nhân dân tỉnh Vĩnh Phúc đã được bầu làm Chủ tịch Ủy ban nhân dân tỉnh Vĩnh Phúc nhiệm kỳ 2004-2011 thay ông Nguyễn Ngọc Phi, ông Đặng Quang Hồng, Trưởng Ban Tổ chức Tỉnh uỷ được bầu làm Phó Chủ tịch Ủy ban nhân dân tỉnh Vĩnh Phúc.
Ông nghỉ hưu từ ngày 1 tháng 6 năm 2015 (Quyết định số 1797-QĐNS/TW của Ban Bí thư Trung ương).

## Kỉ luật
Theo kết luận của Ủy ban Kiểm tra Trung ương Đảng Cộng sản Việt Nam tại kì họp thứ 19 từ ngày 7 đến ngày 9 tháng 11 năm 2017 do Trần Quốc Vượng chủ trì, Phùng Quang Hùng "chịu trách nhiệm chính về những vi phạm, khuyết điểm của Ủy ban nhân dân tỉnh; để Ủy ban nhân dân tỉnh phê duyệt dự án vi phạm pháp luật, không phù hợp với quy hoạch; giao đất không thông qua đấu giá quyền sử dụng đất; thanh toán trùng chi phí đầu tư gây thất thoát ngân sách Nhà nước. Thiếu trách nhiệm trong việc quyết định giao chủ đầu tư dự án không có năng lực; phê duyệt đầu tư, phê duyệt kế hoạch đấu thầu, giao chỉ định thầu một số dự án trọng điểm trái quy định, gây lãng phí, thất thoát vốn đầu tư."
Sau kì họp thứ 20 (từ 12 đến 13/12/2017 tại Hà Nội do Trần Quốc Vượng chủ trì), Ủy ban Kiểm tra Trung ương Đảng Cộng sản Việt Nam đã quyết định thi hành kỉ luật Đảng đối với ông Phùng Quang Hùng với hình thức kỉ luật cảnh cáo.

## Gia đình
Ông có con rể tên là Trần Anh Dũng, giám đốc một công ty xây dựng ở Vĩnh Phúc.

## Danh hiệu
- Huân chương Lao động hạng Nhì[1]
- Huân chương Lao động hạng Ba[1]
- Chiến sĩ thi đua toàn quốc[1]